# Oxymycterus hucucha
Oxymycterus hucucha är en däggdjursart som beskrevs av Hinojosa, Anderson och William Hampton Patton 1987. Oxymycterus hucucha ingår i släktet grävmöss och familjen hamsterartade gnagare. IUCN kategoriserar arten globalt som starkt hotad. Inga underarter finns listade i Catalogue of Life.
Denna gnagare förekommer i en liten region i centrala Bolivia. Området ligger 2600 till 3000 meter över havet. Arten lever i molnskogar och äter insekter samt andra ryggradslösa djur som grävs fram från lövskiktet med hjälp av långa klor. Individerna kan vara aktiva på dagen och på natten.